# Xavier Ruiz Fonhof
Xavier Ruiz Fonhof (Den Haag, 17 november 1980) is een Nederlandse golfer.

## Amateur
Na enkele jaren op de Rijswijkse Golfclub lid te zijn geweest hadden Xavier en zijn ruim vijf jaar oudere broer Alain Ruiz Fonhof een single handicap en werden zij uitgenodigd lid te worden van de Koninklijke Haagsche Golf & Country Club. 

### Gewonnen
- 2001: Trompbeker op de Noord Nederlandse G&CC
- 2001: Dutch Interclubs met de Haagsche Golf & CC
- 1999: Dutch Interclubs met de Haagsche Golf & CC
- 1998: Army Tankard (foursomes) op de Haagsche Golf &CC

## Professional
Xavier werd op 8 oktober 2001 professional. Hij speelde de toernooien van PGA Holland en kwalificeerde hij in eind 2009 voor de Alps Tour van 2010. Vanaf 2013 heeft hij door middel van invitaties 21 toernooien op The European Challenge Tour gespeeld.
In juni 2013 behaalde Xavier zijn eerste grote overwinning door met rondes van 69-68 (-3) het PGA Kampioenschap op de Zuid Limburgse Golfclub in Wittem te winnen. 
Op 1 september 2013 behaalde hij zijn tweede overwinning. Met een score van 66-70 (-8) zette hij de Twente Cup op zijn naam. Robin Swane werd 2de met -7 en Sven Maurits werd 3de met -6.
Op 13 juli 2017 won Xavier voor de tweede keer het PGA Kampioenschap. Deze overwinning behaalde hij, door op het door hevige regenval ingekorte toernooi op De Lage Vuursche, te eindigen met 5 birdies op de laatste 7 holes. Zijn score was 69.
Hij verdiende hiermee een wildcard voor het KLM Open dat in september op The Dutch gespeeld gaat worden.
Van 2012 tot 2017 heeft hij ook 9 overwinningen behaald op de Benelux Golf Tour/PGA Monday Tour

### Gewonnen
PGA Nederland (5)
- 2013: PGA kampioenschap (-3), Twente Cup (-8)
- 2017: PGA kampioenschap (-2),
- 2018: PGA Foursome Kampioenschap (samen met Eduard Schwarz)
- 2021: PGA Foursome Kampioenschap (samen met Eduard Schwarz)

Benelux Golf Tour/PGA Monday Tour (9)
- 2012: Purmerend, Stippelberg
- 2013: Kempense Golf, Houthalen, Ravenstein en Princenbosch
- 2016: Stippelberg
- 2017: Naarderbos
- 2022: Goese Golf

## Baanrecords
- 1994: Rijswijkse Golfclub 67
- 2001: Noord Nederlandse Golf & CC 66
- 2004: Golfclub Princenbosch 67
- 2012: De Stippelberg 70, BurgGolf Purmerend (bl-gl) 68

## Holes-in-one
Xavier heeft vijf keer een hole-in-one geslagen:
- Rijswijkse Golfclub: hole 12 (138 m)
- Rijswijkse Golfclub: hole 16 (176 m)
- Spaarnwoude: hole 12 (D4) (154 m)
- Wynyard Golfclub in Teesside: hole 3 (190 m)
- Penati Golf Resort Legend in Senica: hole 3 (172 m)

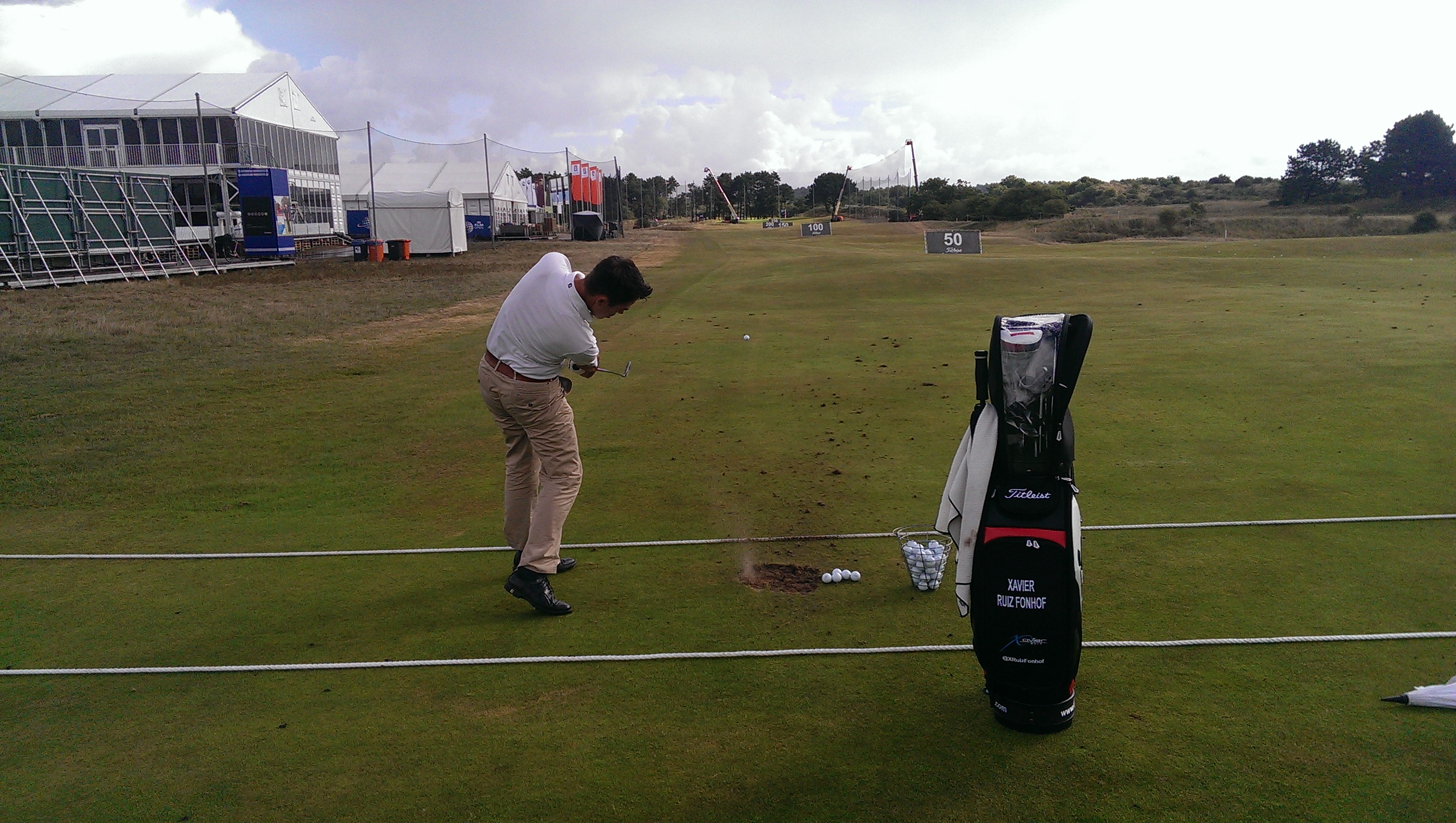
KLM Open 2013
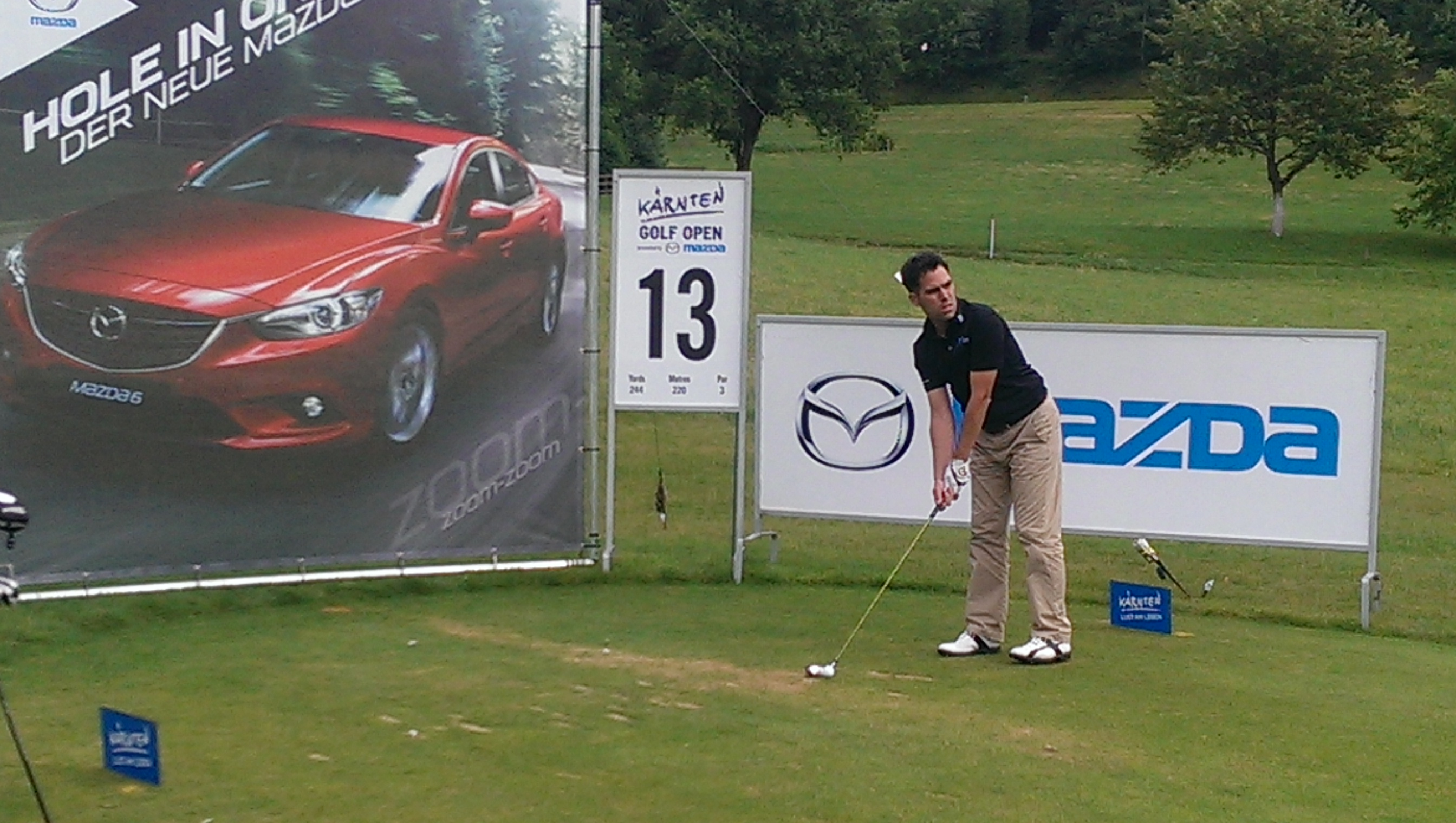
Kärnten Golf Open 2013